# مدرسه حقوق سیدنی
مدرسه حقوق سیدنی (به انگلیسی: Sydney Law School) دانشکده حقوق دانشگاه سیدنی است. مدرسه حقوق سیدنی پس از انتصاب اولین معاون خود، با ارائه فعالیت‌های حقوقی از سال ۱۸۵۵، برنامه کامل آموزش حقوقی را در سال ۱۸۹۰ آغاز کرد.
به‌طور گسترده‌ای به عنوان یکی از مدارس برتر حقوق استرالیا شناخته می‌شود. در سال ۲۰۲۰، رتبه‌بندی دانشگاهی کیواس دانشکده حقوق ۱۳ در جهان (۲ ملی، ۳ در آسیا و اقیانوسیه). شبکه تحقیقات علوم اجتماعی، در تعداد بارگیری مطالب دانشگاهی که در وب سایت آن بارگذاری شده، رتبه نخست مدرسه حقوق را در استرالیا و پنجمین در جهان قرار داده‌است. مدرسه حقوق سیدنی در پنج دوره ضبط شده: در سالهای ۱۹۹۶، ۲۰۰۷، ۲۰۱۱، ۲۰۱۵ و ۲۰۱۷ برنده مسابقه بین‌المللی دادگاه حقوقی فیلیپ جسوپ شده‌است.
این مدرسه حقوق، رهبران بسیاری را در زمینه حقوق و سیاست ایجاد کرده‌است، از جمله شش نخست‌وزیر، چهار رهبر مخالفت فدرال، دو فرماندار کل، ۹ دادستان کل فدرال و ۱۸ نفر از ۵۲ دادگستری دیوان عالی (به علاوه ۵ نفر از دانشگاه گسترده) بیش از هر مدرسه حقوق دیگری در استرالیا. این مدرسه همچنین ۲۴ بورسیه رودز و چندین محقق گیتس تولید کرده‌است.
مدرسه حقوق سیدنی تقریباً ۱۷۰۰ دانشجو دارد. ۱۵۰۰ دانشجوی دوره کارشناسی ارشد؛ و ۱۰۰ دانشجوی تحقیق در مقطع کارشناسی ارشد.

## تاریخچه
این مدرسه حقوق در سال ۱۸۵۵ افتتاح شد و توسط قانون برای ثبت نام و پایان دادن به دانشگاه سیدنی 1850 (NSW) و آیین‌نامه دانشگاه در سال ۱۸۵۵ تأسیس شد و به سومین مدرسه تبدیل شد.
مدرسه حقوق کار خود را در سال ۱۸۵۹ آغاز کرد، در سال ۱۸۹۰، یک برنامه کامل علمی حقوقی در دانشکده آغاز شد. در سال ۲۰۱۱، به عنوان بخشی از سازماندهی مجدد دانشکده اساتید، دانشکده حقوق به مدرسه حقوق سیدنی تغییر نام یافت و نام شناخته شده تری از مدرسه خود را برگزید.

## محوطه دانشگاه

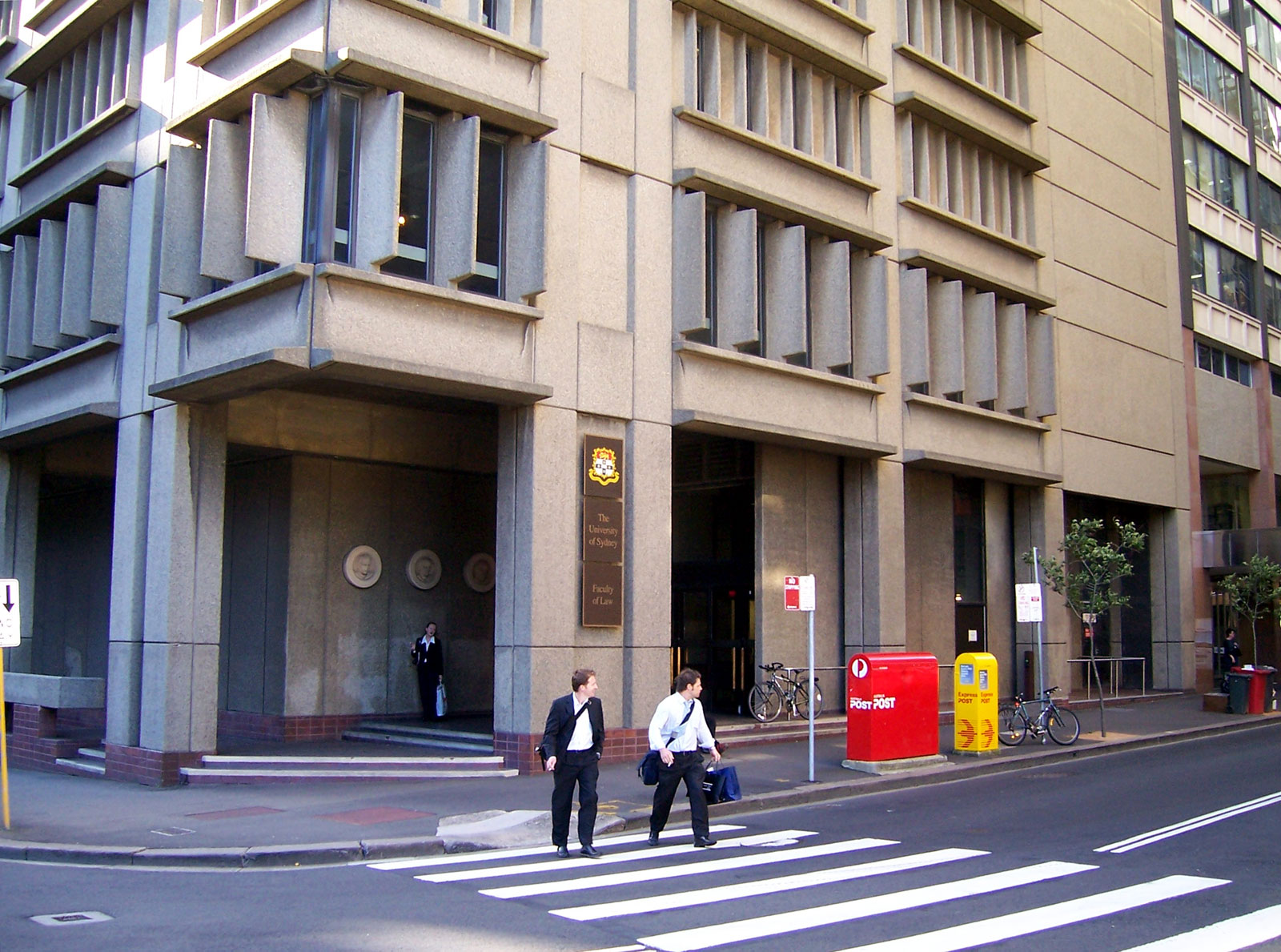
ساختمان مدرسه حقوق جدید

ساختمان مدرسه حقوق در خیابان فیلیپ در مرکز منطقه حقوقی و تجاری سیدنی محل مدرسه حقوق سیدنی تا اوایل سال ۲۰۰۹ بود. در حالی که این مدرسه هم‌اکنون در ساختمان مدرسه حقوق نو واقع در پردیس اصلی دانشگاه کامپرداوند دانشگاه است، برخی کلاس‌ها و سایر کارکردها همچنان تا سال ۲۰۱۵ در پردیس سنت جیمز میزبان بودند و دانشجویان همچنان می‌توانند تکالیفی را در آنجا ارائه دهند. از تاریخ ۱ ژوئیه سال ۲۰۱۵، این ساختمان دیگر متعلق به دانشگاه نیست و عملیات CBD دانشکده حقوق به خیابان 133 Castlereagh، سیدنی منتقل شده‌است.

## ساختمان مدرسه حقوق جدید
مدرسه حقوق سیدنی در گذشته چندین بار مکان را تغییر داده بود اما به دلیل سنت تدریس توسط متخصصان و برای دسترسی آسان به دادگاه‌ها و اعضای این حرفه همیشه در مرکز شهر باقی‌مانده بود. اما با افزایش تعداد دانشجویان ثبت نام شده، پردیس این شهر دیگر برای کارکنان و دانشجویان کافی نبود و از این رو، مدرسه پیشنهاد کرد که مدرسه حقوق را به سمت پردیس اصلی در کامپراود منتقل کنید. در نتیجه، یک مدرسه حقوق جدید در پردیس اصلی، مجاور کتابخانه فیشر و در سایت ساختمان سابق ساخته شد. در فوریه ۲۰۰۹ تکمیل شد، مدیریت دانشکده از اواسط ماه فوریه، قبل از شروع کلاس‌ها در اوایل ماه مارس، شروع به کار کرد.
در تاریخ ۳۰ آوریل ۲۰۰۹، ساختمان مدرسه حقوق جدید به‌طور رسمی توسط فرماندار کل استرالیا کوئنتین برایس افتتاح شد. رابرت فرانسوی، رئیس دادگستری دیوان عالی استرالیا نیز در آن حضور داشت. موری گلیسون، رئیس دادگاه عالی دیوان عالی گذشته. جیم اسپیگلمن، رئیس دادگستری دیوان عالی ولز نیو ساوت ولز؛ و مالکوم تورنبول، رهبر مخالفان فدرال. تعداد زیادی سمینار و سایر جلسات به عنوان بخشی از برنامه روز افتتاح ساختمان برگزار شد.
طراحی و ساخت ساختمان مدرسه حقوق جدید به ترتیب توسط شرکتهای محلی استرالیایی انجام شده‌است. این بنا به سبک معماری سبک بین‌المللی (معماری) و با دیوارهای بیرونی شیشه ای رنگ آبی آن مشخص شده‌است.

## سازمانهای دانشجویی
دو سازمان دانشجویی با همکاری مدرسه حقوق سیدنی فعالیت می‌کنند. انجمن حقوق دانشگاه سیدنی (SULS)، که در سال ۱۹۰۲ تشکیل شد، نماینده کلیه دانشجویان رشته حقوق در این دانشگاه است. انجمن دانشجویان حقوق (CLSS)، که در سال ۲۰۰۴ تشکیل شد.
تعدادی دیگر از انجمن‌های دانشجویی دانشگاه سیدنی نیز پذیرای دانشجویان رشته حقوق هستند. این موارد عبارتند از: انجمن دانشجویان حقوق کره ای در دانشگاه سیدنی (KLUS)، که به دانشجویان قومی کره ای، که در سال ۱۹۹۷ تشکیل شد، تعلق دارد.

## فارغ‌التحصیلان قابل توجه
1. ۱۹۹۰–۱۸۹۰: پیت کببت
2. ۱۹۱۰–۱۹۴۲: جان پدن
3. ۱۹۴۲–۱۹۴۶: جیمز ویلیامز
4. 1946-1947: Clive Teece (بازیگر)
5. ۱۹۴۷–۱۹۷۳: کیت شاتول
6. ۱۹۷۴–۱۹۷۷: دیوید بنجافیلد
7. ۱۹۷۸–۱۹۷۸: دیسون هایدون
8. ۱۹۸۰–۱۹۸۵: جان مکینولیتی
9. ۱۹۸۶–۱۹۸۹: کالین فگان
10. ۱۹۹۰–۱۹۹۲: جیمز کرافورد
11. ۱۹۹۲–۱۹۹۳: الکس زیگرت (بازیگری)
12. ۱۹۹۴–۱۹۹۴: کالین فگان (بازیگری)
13. ۱۹۹۴–۱۹۹۷: دیوید ویزبروت
14. 1998-1999: Ros Atherton (بازیگری)
15. ۱۹۹۹–۲۰۰۲: جرمی وبر
16. ۲۰۰۲–۲۰۰۷: ران مک کالوم
17. ۲۰۰۷–۲۰۱۲: جیلیان تریگز
18. ۲۰۱۲–۲۰۱۳: گرگ تولورست (بازیگری)
19. ۲۰۱۳–۲۰۱۸: ژولن رایلی
20. ۲۰۱۹–۲۰۱۹: کامرون استوارت (بازیگری)
21. ۲۰۱۹ - در حال حاضر: سیمون برونیت

## اساتید برجسته
- جیمز کرافورد، دادگستری فعلی دیوان بین‌المللی دادگستری (۲۰۱۴–۲۰۱۴)، و دین سابق و استاد کالیس حقوق بین‌الملل.
- ران مک کالوم، استاد سابق بلیک داوسون والدرون در حقوق صنعتی و دین
- ژولن رایلی، استاد فعلی حقوق کار
- بن ساول، استاد فعلی حقوق بین‌الملل چالی
- جولیوس استون،
- جورج وینترتون، استاد پیشین قانون اساسی